# Лисун, Михаил Иванович
Михаил Иванович Лису́н (5 сентября 1935 года, пос. Грузкое, Бахмачский район, Черниговская область, УССР, СССР — 31 июля 2012 года, Звёздный городок, Московская область, Россия) — советский космонавт-испытатель, 3-й набор ВВС. Опыта космических полётов не имел.

## Биография

### Деятельность до зачисления в отряд космонавтов
Родился 5 сентября 1935 года в посёлке Грузкое в семье рабочего и колхозницы. Украинец. С сентября 1941 по сентябрь 1943 года проживал на оккупированной немецкими войсками территории.
- В 1953 году — окончил 10 классов средней школы в г. Бахмач.
- В 1953—1956 годах — курсант Московского военно-инженерного училища.
- 27 ноября 1956 — август 1960 года — командир взвода, с 25 февраля 1959 — командир учебного инженерно-технического взвода 2-го гвардейского инженерно-сапёрного полка.

С декабря 1957 года член КПСС.
- Сентябрь 1960—1965 год — слушатель Военно-инженерной академии имени В. В. Куйбышева. По окончании получил специальность «инженер вооружения».
- Со 2 июля 1965 года служил старшим специалистом-инспектором эксплуатационной комендатуры ВВС.

### Служба в отряде космонавтов
- В 1965 году прошёл медицинскую комиссию в Центральном Военном научно-исследовательском авиационном госпитале, 21 октября его кандидатура была одобрена на заседании Мандатной комиссии.
- 28 октября 1965 года приказом Главкома ВВС № 942 зачислен в отряд космонавтов ЦПК ВВС на должность слушателя-космонавта.
- В ноябре 1965 — декабре 1967 года проходил общекосмическую подготовку.
- С 30 декабря 1967 года космонавт 2-го отряда (подготовка к полёту по военной программе). С 30 апреля 1969 года космонавт отряда 2-го отдела 1-го управления.
- В январе 1968 — августе 1970 года проходил подготовку в составе группы по программе «7К-ВИ».
- В августе 1970 — январе 1975 года проходил подготовку в составе группы по программе орбитальной станции «Алмаз».
- В сентябре 1972 — феврале 1973 года проводил наземные испытания ОПС «Алмаз» в условном экипаже вместе с Владимиром Преображенским.
- В январе 1975 — июне 1976 года проходил подготовку в качестве бортинженера (вместе с Анатолием Березовым) 4-го экипажа для полёта на ОС «Салют-5».
- С 30 марта 1976 года — космонавт группы космических летательных аппаратов спецназначения.
- В июле—октябре 1976 года проходил подготовку в качестве бортинженера (вместе с Анатолием Березовым) 3-го экипажа для полёта на ОС «Салют-5».
- В октябре 1976 — январе 1977 года готовился в качестве бортинженера (вместе с Анатолием Березовым) дублирующего экипажа для полёта 2-й долговременной экспедиции на ОС «Салют-5». 7 февраля 1977 года был дублёром бортинженера КК «Союз-24» Юрия Глазкова.
- В феврале—июле 1977 года готовился в качестве бортинженера основного экипажа (вместе с Анатолием Березовым) для полёта 3-й долговременной экспедиции на ОС «Салют-5». Полёт был отменён из-за того, что завод экспериментального машиностроения НПО «Энергия» не успевал к намеченному сроку сделать новый КК «Союз».

В связи с этим, а также с тем, что при коррекции орбиты станции был израсходован практически весь запас топлива, было принято решение о прекращении эксплуатации станции «Салют-5» и расформировании готовящихся по этой программе экипажей.
- В 1977—1983 годах готовился сначала вместе с А. Н. Березовым, потом в группе по программе «Алмаз».
- С 25 января 1982 года — космонавт-исследователь группы космонавтов-исследователей.
- В мае 1983—1985 годах проходил подготовку в составе группы космонавтов для полёта по обслуживанию аппаратуры «Пион-К» (военно-прикладной космический комплекс с лазерно-электронным телескопом, входивший в состав оборудования КА «Космос-1686», состыкованного с ОС «Салют-6»).
- В 1985—1989 годах проходил подготовку в составе группы космонавтов-исследователей.
- 19 сентября 1989 года приказом Главкома ВВС № 991 отчислен из отряда космонавтов и уволен в запас по возрасту.

### Воинские звания
- 3 октября 1956 года — лейтенант.
- 27 ноября 1957 года — старший лейтенант.
- 13 марта 1964 года — капитан.
- 2 июня 1965 года — инженер-капитан.
- 19 марта 1968 года — инженер-майор.
- 3 февраля 1971 года — инженер-подполковник.
- 21 февраля 1989 года — инженер-полковник.
- С 19 сентября 1989 года — полковник запаса.

### Последующая деятельность
С 1989 по июнь 1999 года — заместитель директора по научной работе Мемориального музея космонавтики в г. Москве.

С июня 1999 года на пенсии.
Скончался 31 июля 2012 года после тяжёлой, продолжительной болезни; похоронен на кладбище деревни Леониха (вблизи Звёздного городка) Щёлковского района Московской области.

## Государственные награды
- Орден Красной Звезды
- Медаль ордена «За заслуги перед Отечеством» II степени (3 апреля 1996 г.)
- 10 юбилейных медалей

## Семья
Отец — Иван Степанович Лисун (1913—1981), рабочий.

Мать — Александра Сергеевна Лисун (1916—?), колхозница.

Жена — Елена Егоровна Лисун (Кируша) (1935—2009), фармацевт.

Сын — Сергей Михайлович Лисун (1957 г.р.), военнослужащий в запасе, служил на атомной подлодке на Северном флоте.

Дочь — Наталья Михайловна Атлетова (Лисун) (1963 г.р.), работала на курсах «Выстрел».